# Gata-Hurdes
Gata-Hurdes es una denominación de origen protegida para los aceites de oliva vírgenes extra que, reuniendo las características definidas en su reglamento, hayan cumplido con todos los requisitos exigidos en el mismo. 

## Zona de producción
La zona protegida por la D.O.P. Gata-Hurdes son las comarcas de Gata, Hurdes, Trasierra - Tierras de Granadilla, Ambroz, Jerte, la Vera y parte del Alagón, todas ellas en la provincia de Cáceres, España.

## Variedades aptas
La elaboración de los aceites protegidos por la Denominación de Origen Gata-Hurdes se realiza con aceitunas procedentes exclusivamente de la variedad Manzanilla cacereña.